# Estadio El Alcoraz
Estadio El Alcoraz är en fotbollsarena i Huesca i Aragonien. Arenan fungerar som hemmaplan för SD Huesca i spanska Primera Division. Beslutet att bygga en ny fotbollsarena för SD Huesca togs 1971-1972 och blev den tredje arenan för laget belägen på sluttningen San Jorge. Flera viktiga matcher har spelats på arenen, exempelvis finalen i Copa de España 1974.
Arenans namn kommer från slaget vid Alcoraz där traditionen beskriver att den aragonesiske kungen Sancho Ramírez segrade mot en muslimsk trupp och därmed bevarade kristendomen i Aragonien. 
Den nuvarande Estadio El Alcoraz har kapacitet att hysa 5 500 åskådare och har slutligen fått sittplatser och pressläktare, men det pågår fortfarande flera renoveringsarbeten som har initierats av klubblagets aktuella framgångar. Det finns idag också planer på att bygga en ny arena med plats för 10 000-12 000 åskådare. Den nya arenan planeras mitt emot Palacio de los Deportes, men vissa beslut saknas fortfarande.
Den nuvarande planen har måtten 105x68 meter.